# لي ثيولوي
لي ثيولوي (بالفرنسية: La Thieuloye)‏ هي بلدية تقع في إقليم باد كاليه من منطقة نور با دو كاليه في شمال فرنسا. تبلغ مساحة هذه المدينة 4.06 (كم²)، وترتفع عن سطح البحر 150 م، يبلغ عدد سكانها 439 نسمة حسب إحصاء المعهد الوطني للإحصاء والدراسات الاقتصادية سنة 2009 م. وترأس Pierre Calau البلدية خلال فترة (2008-2014).

## أعلام
- روبرت فرانسوا داميينز